# Kettenpeitsche

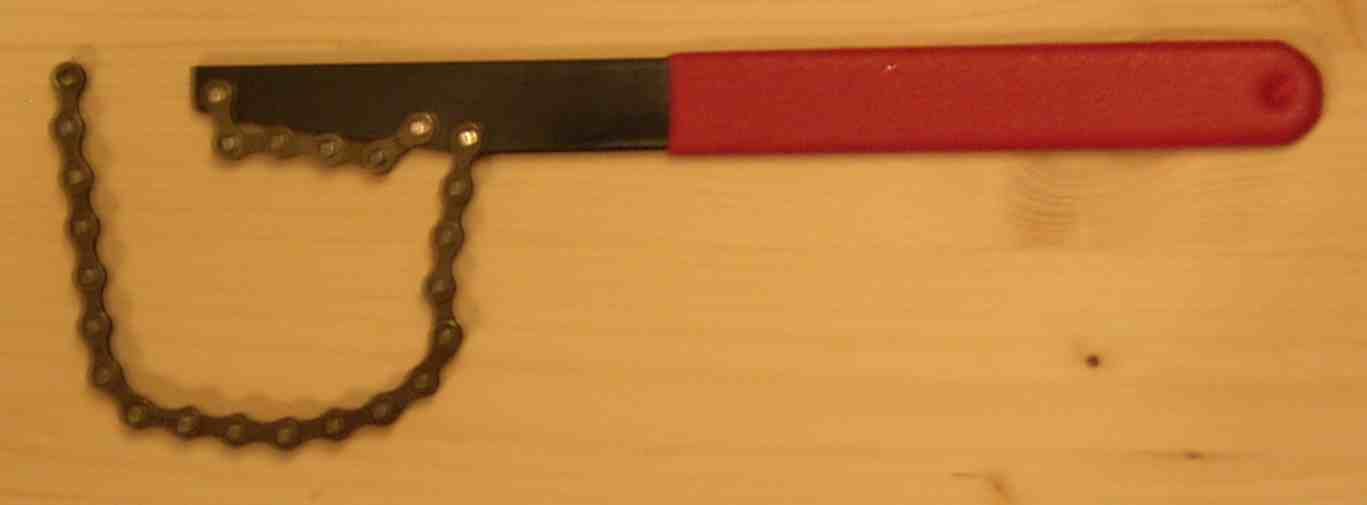
Eine einfache Kettenpeitsche

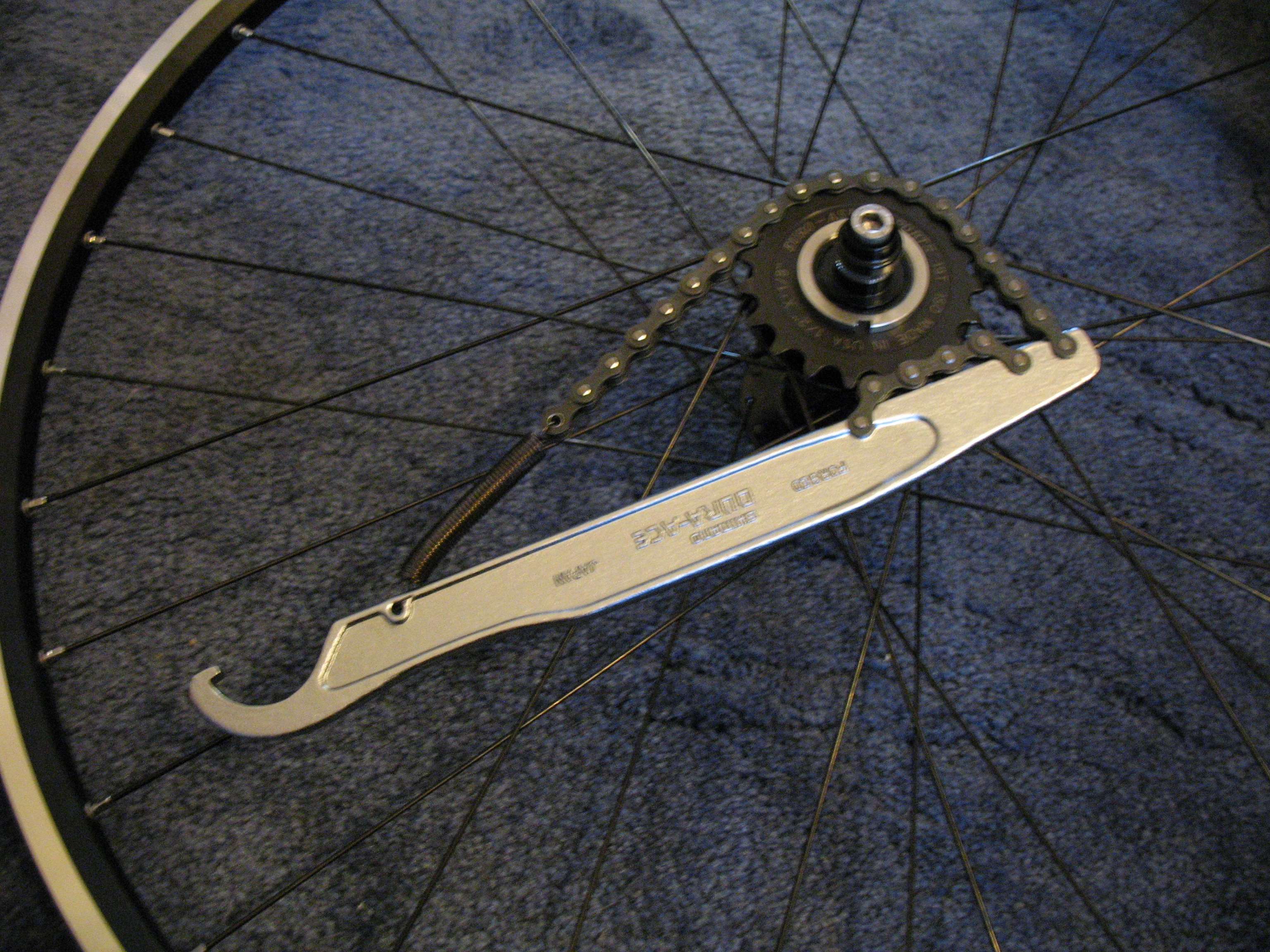
Kettenpeitsche mit zusätzlicher Feder bei der Anwendung

Eine Kettenpeitsche ist ein Werkzeug, um das Zahnkranzpaket am Hinterrad eines Fahrrads zu demontieren oder zu zerlegen.

## Beschreibung
Eine Kettenpeitsche besteht aus einem Hebel mit zwei daran befestigten Stücken Fahrradkette. Das kurze Stück ist mit beiden Enden am Hebel fest, das lange mit einem Ende weiter zur Mitte  oder am Ende des Hebels. Manche Kettenpeitschen haben zusätzlich eine Feder vom losen langen Kettenende zurück zum Hebel, um die Handhabung zu erleichtern.

## Anwendung

### Steckkranz
Um bei der Demontage des Steckkranzes einer Kassettennabe den Verschlussring zu lösen, wird eine Kettenpeitsche zum Gegenhalten benötigt. Das lange Kettenstück wird um eines der größeren Ritzel gelegt, um die entsprechende Kraft auszuüben. Das kurze Kettenstück dient als Gegenauflage und Führung am Ritzel, um dessen Zähne nicht zu beschädigen. Während mit der Kettenpeitsche der Zahnkranz festgehalten wird, wird mit einem passenden Zahnkranzabzieher der Verschlussring gelöst.
Würde beim Öffnen das Zahnkranzpaket nicht gegengehalten, wäre der Freilauf wirksam und das Zahnkranzpaket würde sich im Gegenuhrzeigersinn auf der Nabe drehen, ein Lösen des Verschlussringes wäre nicht möglich. Beim Zuschrauben des Ringes ist keine Kettenpeitsche nötig, da der Freilauf hier vom Drehsinn „richtig herum“ funktioniert, es reicht ein einfaches Festhalten oder Drehen des Rades an der Felge.

### Schraubkranz
Beim Zerlegen der Ritzel eines Schraubkranzes werden zwei Kettenpeitschen gebraucht. Die erste wird wie bei der Demontage eines Steckkranzes um eines der größeren Ritzel zum Gegenhalten gelegt, mit der zweiten werden in entgegengesetzter Hebelrichtung die aufgeschraubten Ritzel nacheinander gelöst.
Ein Zahnkranzabzieher wird zum Zerlegen eines Schraubkranzes nicht benötigt, dafür zum Abziehen des Schraubkranzes von der Nabe.